# Hynerpeton
Hynerpeton jest nazwą rodzajową jednego z pierwszych czworonogów, żyjącego w późnym dewonie (famen), około 360 milionów lat temu. Był on drapieżnikiem. Żył w okolicach  jezior i mórz.

## Opis odkrycia
Szczątki zwierzęcia znaleziono w Red Hill, niedaleko Hyner w Pensylwanii, a jego nazwa oznacza "pełzająca istota z Hyner". Szczątki są dość niekompletne, obejmują kości obręczy barkowej, żuchwę oraz niewielkie fragmenty czaszki. Wygląd odtworzono na podstawie znalezionych szczątków dwóch osobników. Początkowo myślano, że leżąca w tej samej warstwie geologicznej żuchwa innego wczesnego czworonoga, Densignathus rowei należy do hynerpetona. Jednakże później odkryto właściwą, która była lżejszej budowy.
Było to pierwsze odkrycie wczesnego czworonoga lądowego na kontynencie północnoamerykańskim, wyłączając Grenlandię, gdzie znaleziono szczątki ichtiostegi i akantostegi.

## Budowa
- Było to zwierzę duże, o wzroście porównywalnym do innych dewońskich płazów.
- Wygląd kości obręczy barkowej (cleithrum i scapulacoracoid) wskazuje, że połączone były silnymi mięśniami z kręgosłupem. Zapewniało to zwierzęciu pewne utrzymanie ciała na lądzie oraz lepszą ruchliwość niż w przypadku takich czworonogów, jak ichtiostega, czy akantostega. Mógł na przykład poruszać się zarówno do przodu, jak i do tyłu. Liczne cechy budowy kości obręczy barkowej nawiązują do innego dewońskiego płaza, tulerpetona, z terenów obecnej Rosji.
- Ponadto oba rodzaje łączą takie cechy, jak nieobecność płytek poskrzelowych, świadczących o nieobecności skrzeli wewnętrznych u tych zwierząt.
- Hynerpeton wykształcił złożone płuca do oddychania na lądzie.
- Jego szczęki i zęby miały delikatną budowę.

| ← mln lat temuHynerpeton |          |            |          |          |           |         |          |         |          |           |      |    |
| Prekambr←4,6 mld         | Kambr541 | Ordowik485 | Sylur443 | Dewon419 | Karbon359 | Perm299 | Trias252 | Jura201 | Kreda145 | Paleog.66 | Ng23 | Q2 |